# Ieud, Maramureș
Ieud (în maghiară Jód, în limba idiș Jod, alternativ Yoed, Yoid) este satul de reședință al comunei cu același nume din județul Maramureș, Transilvania, România.

## Denumire
În decursul timpului, grafia denumirii localității a variat, după cum urmează: Jód, Jood, 1365; Jod 1385; „kenesiatus valahorum nostrorum regalium in possessione Jood", 1419; „possessio Yod" 1427; Jod 1451; Joodh, Jwdh 1469; Joód, Jend și Ieud 1828.

## Etimologie
Numelui localității provine posibil dintr-un antroponim Ieud(i), atestat în perioada medievală.

## Descriere
Ieudul este așezat pe Valea Izei, între Sighet, Vișeu și Borșa. A fost atestat documentar în anul 1365. Este un fost domeniu al voievodului Balc, nepotul lui Dragoș Vodă. La Ieud, biserica veche din deal a fost construită de familia nobilă locală Balea la începutul secolului al XVII-lea. Biserica este cu un secol mai veche decât biserica de lemn din șes, a doua biserică de lemn din sat, și una dintre cele mai vechi păstrate în Maramureș. În austeritatea ei exterioară, încălzită în interior de cioplitura consolelor și de culorile vii ale picturii murale, biserica de lemn din Ieud Deal reprezintă un vârf al artei și tehnicii de a construi biserici de lemn în Maramureș. Valoarea ei este dublată de un ansamblu pictural de cea mai bună calitate, cea mai reprezentativă operă a cunoscutului zugrav itinerant local Alexandru Ponehalschi. Biserica a fost inclusă în 1999 de UNESCO pe lista monumentelor cu valoare de patrimoniu cultural mondial, împreună cu alte șapte biserici de lemn din Maramureș.
- Mânăstirea de la Ieud datând din secolul al XIV-lea unde se văd și astăzi urmele fundamentului acestei construcții monahale părăsite la 1860;
- Biserica din deal - a Balcului, construită în anii 1610-1621 ;
- Biserica din șes, construită în 1717;

Cele două biserici din Ieud sunt bine proporționate, fiind construcții în stil maramureșean din lemn de brad, având pictură pe perete și pe pânză, lipită la îmbinarea bârnelor. Aici se găsesc și icoane pe lemn și pe sticlă de o mare valoare artistică.
În cele două biserici s-au păstrat cărți de o deosebită valoare pentru istoria scrisului românesc: "Codicele de la Ieud" în care sunt cuprinse și trei manuscrise în limba română datate în prima jumătate a secolului al XVII-lea, cel mai probabil între anii 1610-1640, un Ceaslov tipărit la 1715 la Târgoviște; un liturghier datând de la 1759, tipărit la Iași sau un penticostar tipărit la București în 1743.
Ieudul este o localitate păstrătoare a unor valori tradiționale, etnografice și folclorice.
Tradiții din localitatea Ieud 
Ieudenii au întemeiat o tradiție a satului, a casei și a familiei prin viața spirituală, care le-a dat și o istorie. Au lucrat mai rânduit. Gândirea, obiceiurile, datinile și credințele s-au moștenit chiar și atunci când au apărut altele noi. Tradițiile spirituale sunt cele mai puternice în Ieud. Are loc schimb de experiență prin cei care vin de pe alte meleaguri, cu mentalități diferite de cele moștenite de localnici.

## Demografie
La recensământul din anul 1930 au fost înregistrați 2.802 locuitori, dintre care 2.499 români, 285 evrei, 8 țigani și 5 maghiari. Sub aspect confesional populația era alcătuită din 2.479 greco-catolici, 286 mozaici, 22 ortodocși, 5 romano-catolici ș.a.
În anul 2002 toți cei 4.223 locuitori ai comunei erau de etnie română, dintre care 3.087 de confesiune ortodoxă, 1.125 greco-catolică, 7 penticostală și 4 romano-catolică.

## Obiective turistice
- Biserica din Deal, având hramul "Nașterea Maicii Domnului", datează din a doua decadă a secolului al XVII-lea[6] Este considerată una dintre cele mai vechi biserici de lemn din România, fiind înscrisă pe lista patrimoniului mondial al UNESCO. Biserica a fost declarată monument prin Legea nr. 5/2000 privind aprobarea planului de amenajare a teritoriului național.
- Biserica din Șes (sau din vale) a fost ridicată în anul 1712 sau 1717. A fost construită din lemn, după un plan dreptunghiular cu absidă poligonală și decroșată. Acoperișul este cu dublă poală.
- Muzeul etnografic al familiei Pleș- amenajat sub formă unui atelier meșteșugăresc de prelucrare a cânepii (toate fazele de lucru de la plantă la pânză).
- Ateliere tradiționale (pivă, tâmplărie, țesătorie, forjă, distilerii).
- Cimitirul evreiesc.

Agroturismul este în plină dezvoltare la Ieud,  fiind construite mai multe pensiuni turistice în ultimii ani.

## Cultură
La Ieud a fost descoperit "Manuscrisul de la Ieud", cea mai veche carte religioasă românească și, poate, primul manuscris în limba română, care ar data din 1391-92, descoperit de către Andrei Bârseanu în 1921 în podul bisericii vechi din Deal. Exemplarul original se află astăzi la Biblioteca Academiei Române. Tot aici a funcționat și prima școală românească din Maramureș.

### Caracterizarea generală a localității Ieud
Localitatea Ieud este o localitate din Maramureș cunoscută în țară și în străinătate. Geografia, istoria, tradițiile și oamenii Ieudului au stârnit întotdeauna atenție și curiozitate. Așezarea geografică a avantajat localitatea, componentele teritoriului fiind favorabile pentru dezvoltare. Istoria Ieudului începe din timpurile voievodale. Bisericile de lemn din localitate reprezintă o dovadă vie a existenței unui popor unit și cu credința în Dumnezeu. Tradiția etnografică și folclorică situează Ieudul la locul de frunte între localitățile județului, Maramureșul fiind cunoscut ca o vatră de istorie milenară. În condițiile actuale, Ieudul poate urma calea spre dezvoltare prin valorificarea acestor avantaje și prin extinderea turismului rural, ecologic și cultural. Un loc important îl deține Ieudul în cultivarea cânepii de vară și de toamnă. Crearea unui atelier de prelucrare a cânepii unic în Maramureș și chiar în România, ar putea stârni curiozitate, iar prelucrarea cânepii ar putea avea un nou început, de data aceasta în turism, dând naștere la diverse produse turistice (animație turistică, port popular, elemente de ornament, circuite turistice, etc).

## Monumente istorice
- Cimitirul evreiesc (sec. XVIII);
- Biserica de lemn (din Vale) (1717);
- Biserica de lemn „Nașterea Maicii Domnului” (din Deal) (sec. XIV), patrimoniu UNESCO;
- Troiță (1935).

## Personalități
- Victor Mihali (1841-1918), mitropolit greco-catolic.
- Vasile Pleș (1885-1923), deputat în Marea Adunare Națională de la Alba Iulia 1918
- Vasile Chindriș (1905-1972), preot greco-catolic, deținut politic.
- Grigore Balea, profesor de matematică, deținut politic.
- Ioan Chindriș (1938-2015), istoric, directorul Bibliotecii Academiei din Cluj.
- Mihai Dăncuș, etnolog, directorul Muzeului din Sighetu Marmației.
- Ștefan Hrușcă (n. 8 decembrie 1957), cântăreț.
- Vasile Hotico, vicar al Episcopiei Unite de Maramureș, istoric, protopop greco-catolic de Sighet între anii 1990-1994.
- Dumitru Gorzo, pictor.
- Petre Bilțiu-Dăncuș (1863-1907), învățător, culegător de folclor.
- Vasile Meșter (1875-1965), prefect al jud. Maramureș (aprilie 1920-mai 1921).
- Ioan Bilțiu-Dăncuș (1892-1952), activist unionist, profesor, jurnalist, autor al monografiei Un sat maramureșean, Ieudul, deputat în Marea Adunare Națională de la Alba Iulia, 1918
- Traian Bilțiu-Dăncuș (1899-1975), artist plastic. Autor al lucrărilor Am fo și-oi si, Pereche maramureșeană, Mulsul măsurii la Săpânța, Biserica din Șes-Ieud, Pastorală maramureșeană, Legenda Cingălăului etc.
- Gheorghe Dăncuș (1906-1967), editor, inițiator și conducător de instituții literare; director al Muzeul Etnografic al Transilvaniei din Cluj.
- Marian Ilea (n. 1959), prozator, dramaturg; membru USR. Vol. Desiștea (1990); Ariel (1997), premiul USR la secțiunea dramaturgie; Povestiri din Medio Monte (1998); Vacek (2000), premiul Asociației Scriitorilor București; Casa din Piața Gorki (2002); Medio Monte (2005), premiul Liviu Rebreanu al Academiei Române.
- Ștefan Doru Dăncuș (n. 1968), poet, editor; directorul Grupului Media Singur. Vol.: Dormi în pace, Doamne, Antidiavolul (1996), Povești pentru Gabriella (20¬09), Bărbatul la 40 de ani (2010) etc.
- Victor Mihaly de Apșa (1841 - 1918), arhiepiscop Arhidiecezei de Alba Iulia și Făgăraș, mitropolit al Bisericii Române Unite cu Roma, membru de onoare al Academiei Române.

### Cetățeni de onoare
- Vasile Vetișanu, istoric
- prezentator tv. Mărioara Murărescu
- Iustin Hodea, episcop al Episcopiei Ortodoxe a Maramureșului și Sătmarului
- preot Alexandru Brici
- profesor Anuța David
- ing. Gheorghe Chindris
- prof. universitar Petru Dunca
- preot Ioan Marcu
- Jurnalist si scriitor Alvin Alexi Currier, SUA
- artist Ștefan Hrușcă

## Galerie de imagini

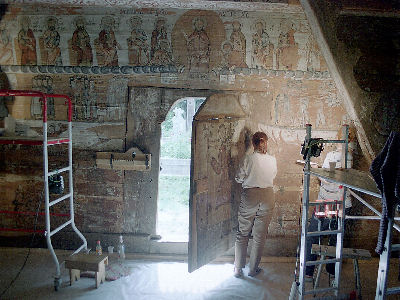
Ieud (Lucrări de restaurare la biserica de lemn)
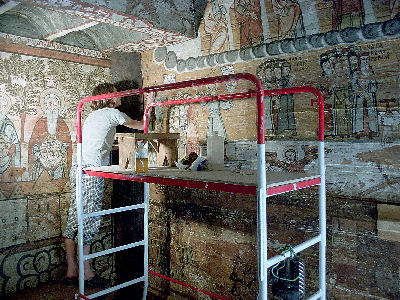
Ieud (Lucrări de restaurare la biserica de lemn)